# Джовани Джакомаци
Вижте пояснителната страница за други личности с името Джовани.
Джовани Джакомаци (на италиански: Giovanni Giacomazzi) е бивш италиански футболен защитник.
Първите си стъпки във футбола прави с отбора на Лупарензе, а през 1949 г. е привлечен в Интер. Там изиграва 8 сезона, печели две поредни скудети (1953 г. и 1954 г.) и повиквателна за националния отбор. Участник на СП 1954. През 1957 г. преминава в отбора на Алесандрия, с който остава до 1964 г., въпреки изпадането на отбора. Прикючва кариерата си в Меда, където е и треньор.

## Отличия
- Шампион на Италия: 2

Интер: 1952-53, 1953-54
| Капитани на ФК Интер | Капитани на ФК Интер          | Капитани на ФК Интер |
| -------------------- | ----------------------------- | -------------------- |
| Предшественик        | Период                        | Наследник            |
| Джино Армано         | Джовани Джакомаци 1956 – 1957 | Джовани Инверници    |